# 国連切手
国連切手（こくれんきって）とは、国際連合の郵便組織である国際連合郵便（United Nations Postal Administration）が発行する公用切手に対する総称である。なお、この項目では発行母体についても記述する。

## 概略

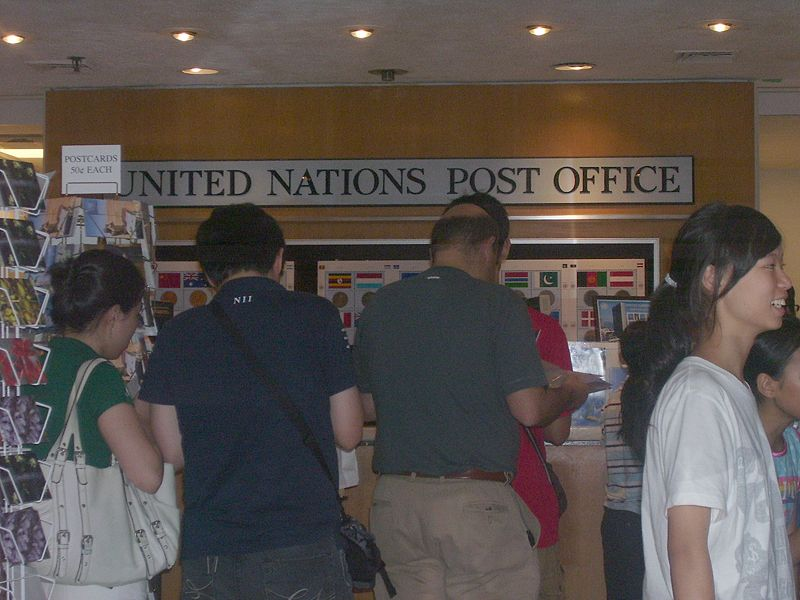
ニューヨークの国連本部内にある郵便局

公用切手とは官公庁の郵便料金の支払いのために発行した切手であるが、通常はその国の郵便事業体が発行したものであるのに対し、国連切手は国際機関である国際連合郵便（国連郵便）が発行したものであるうえ、一般人であっても国際連合の郵便局で差し出す郵便物に使える点が異なる。
国連切手を販売しているのは、国連本部があるアメリカ合衆国のニューヨーク、スイスのジュネーヴ、オーストリアのウィーンにある国連管轄の郵便局である。多くの国際機関で差し出される郵便物の多くはメータースタンプが使われるが、これらの国連切手は国連の活動を切手を通じて広報する目的と、世界中の切手収集家や国連機関を訪ねる観光客に対して販売することによる歳入を得る目的もある。
また国連切手は、前述の世界3ヶ国で販売されているが郵便料金はそれぞれの国の郵便事業体（ニューヨークはアメリカ合衆国郵便公社）が定める料金体系と同一であることから、それぞれの国の通貨建てで販売されている。

## 歴史

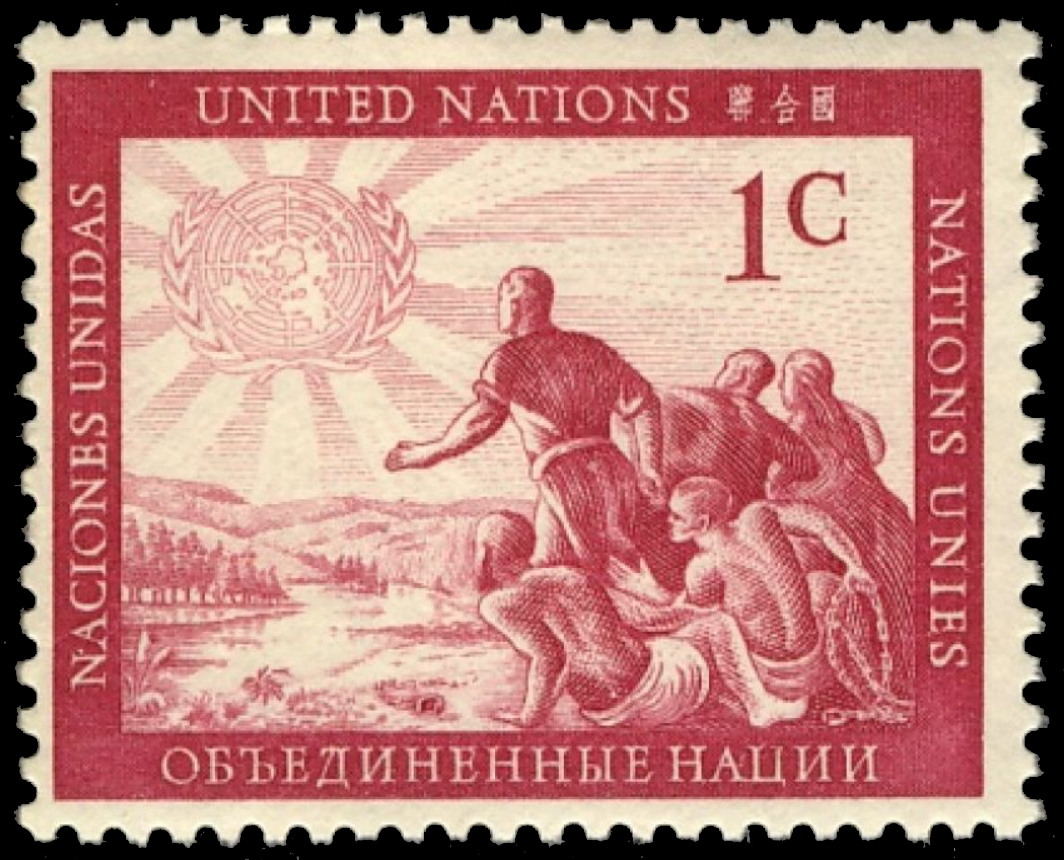
最初に発行された国連切手（1951年）

国際機関が使用するために発行された公用切手としては、第二次世界大戦前に国際連盟や常設国際司法裁判所のためのものがあったほか、現在もユネスコ用の公用切手などが存在する。このような前例があることから、1947年の国連総会でアルゼンチンの外交官から国連も切手を発行すべしとの提案が出された。
そして1951年にアメリカ政府との合意により国連内のアメリカ合衆国郵政省の郵便局が国連郵便に移管され、切手が発行されるようになった。そのため、国連郵便は世界各国にある郵便局と同様に郵便に用いる切手やステーショナリー、メータースタンプを国連や観光客などの利用者に販売しているが、国連独自の切手などを販売するようになった。
国連切手は図案を世界的なデザイナーを起用しているほか、一流の切手印刷企業で印刷されていることから、世界中の切手収集家からの人気を得たことから、毎年発行されるようになった。当初は国連本部のあるニューヨークのみの発行であったが、1967年にはモントリオール万国博覧会の国連郵便局でカナダ･ドル建ての記念切手が販売（万国博覧会期間中のみ郵便に使用できた）された。続いて1969年にスイスのジュネーブ、1979年にオーストリアのウィーンの国連機関内の郵便局でも独自の国連切手が発行されるようになった。